# Hernán Toledo
Hernán  Toledo (Sastre, 17 de enero de 1996) es un jugador de fútbol argentino. Se desempeña como volante y su equipo actual es Club Deportivo Maldonado de la Primera División de Uruguay.

## Trayectoria

### Vélez
Toledo debutó en la primera división del fútbol argentino jugando para Vélez Sarsfield durante la temporada 2015, en donde ingresó en la derrota 0-1 ante Estudiantes de la Plata. Durante la temporada 2016, marcó su primer gol el 16 de febrero de 2016, en la victoria de 3-0 sobre Argentinos Juniors.

### Fiorentina
En julio del 2016, su pase fue comprado por un grupo empresario propietario del Deportivo Maldonado, que pagó 7.5 millones de dólares que lo cede a la Fiorentina italiana, cuando se rumoreaba que lo querían colocar en el Club Atlético Boca Juniors de Argentina.

### Lanús
Al no tener continuidad en el conjunto italiano, es cedido al Club Atlético Lanús, para afrontar la doble competencia, el torneo local y la Copa Libertadores. Fue cedido al granate hasta el 30 de junio de 2017. Hizo su debut con el "grana" el 12 de marzo de 2017 frente a Racing Club, ingresando a los 26 minutos del segundo tiempo.
El 27 de abril del mismo año, debuta internacionalmente en la Copa Libertadores, en lo que fue el empate 1-1 frente al Zulia Fútbol Club, ingresando a los 40 minutos de la primera etapa. Su único gol se lo marcó a su exequipo, Vélez Sarsfield, en la victoria del "granate" por 2-0.

### UD Las Palmas
En el verano de 2017 es cedido ahora a la UD Las Palmas para afrontar La Liga Santander de España, teniendo como compañeros a los también Argentinos Jonathan Calleri y Leandro Chichizola. Su debut se produjo en la 5.ª jornada, en la derrota de su equipo por 0-1 ante el Sevilla, ingresando a los 40 minutos del segundo tiempo.

### Argentinos Juniors
Luego de haber jugado en UD Las Palmas, llega cedido al club de la paternal a préstamo por un año y con opción de compra.

### Banfield
Se incorpora a Banfield para la Superliga Argentina 2019-20. En enero de 2020 rescinde contrato.

### Deportivo Maldonado
El 21 de enero de 2020, Hernán Toledo llega al Club Deportivo Maldonado de Uruguay proveniente del Club Atlético Banfield.

### Estudiantes de La Plata
Los primeros días del mes de enero de 2022 se incorpora a Estudiantes.

## Clubes
| Club                    | País      | Año           |
| ----------------------- | --------- | ------------- |
| Vélez Sarsfield         | Argentina | 2015 - 2016   |
| Fiorentina              | Italia    | 2016          |
| Lanús                   | Argentina | 2017          |
| Las Palmas              | España    | 2017 - 2018   |
| Argentinos Juniors      | Argentina | 2018 - 2019   |
| Banfield                | Argentina | 2019          |
| Deportivo Maldonado     | Uruguay   | 2020-2021     |
| Estudiantes de La Plata | Argentina | 2022          |
| Deportivo Maldonado     | Uruguay   | 2023-presente |

## Estadísticas
Actualizado el 25 de septiembre de 2022.
| Vélez Sarsfield Argentina                                                              | 1.ª           |               |    |   |   |   |   |   |     |   |
| Vélez Sarsfield Argentina                                                              | 1.ª           | 2015          | 6  | 0 | 0 | 0 | - | - | 6   | 0 |
| Vélez Sarsfield Argentina                                                              | 1.ª           | 2016          | 13 | 1 | 0 | 0 | - | - | 13  | 1 |
| Vélez Sarsfield Argentina                                                              | Total         | Total         | 19 | 1 | 0 | 0 | 0 | 0 | 19  | 1 |
| Fiorentina · Italia                                                                    | 1.ª           |               |    |   |   |   |   |   |     |   |
| Fiorentina · Italia                                                                    | 1.ª           | 2016-17       | 0  | 0 | 0 | 0 | 0 | 0 | 0   | 0 |
| Fiorentina · Italia                                                                    | Total         | Total         | 0  | 0 | 0 | 0 | 0 | 0 | 0   | 0 |
| Lanús Argentina                                                                        | 1.ª           |               |    |   |   |   |   |   |     |   |
| Lanús Argentina                                                                        | 1.ª           | 2016-17       | 9  | 1 | - | - | 2 | 0 | 11  | 1 |
| Lanús Argentina                                                                        | Total         | Total         | 9  | 1 | 0 | 0 | 2 | 0 | 11  | 1 |
| UD Las Palmas · España                                                                 | 1.ª           |               |    |   |   |   |   |   |     |   |
| UD Las Palmas · España                                                                 | 1.ª           | 2017-18       | 15 | 0 | 2 | 1 | - | - | 17  | 1 |
| UD Las Palmas · España                                                                 | Total         | Total         | 15 | 0 | 2 | 1 | 0 | 0 | 17  | 1 |
| Argentinos Jrs. Argentina                                                              | 1.ª           |               |    |   |   |   |   |   |     |   |
| Argentinos Jrs. Argentina                                                              | 1.ª           | 2018-19       | 7  | 0 | 1 | 0 | - | - | 8   | 0 |
| Argentinos Jrs. Argentina                                                              | Total         | Total         | 7  | 0 | 1 | 0 | 0 | 0 | 8   | 0 |
| Banfield Argentina                                                                     | 1.ª           |               |    |   |   |   |   |   |     |   |
| Banfield Argentina                                                                     | 1.ª           | 2019-20       | 0  | 0 | 0 | 0 | - | - | 0   | 0 |
| Banfield Argentina                                                                     | Total         | Total         | 0  | 0 | 0 | 0 | - | - | 0   | 0 |
| Deportivo Maldonado · Uruguay                                                          | 1.ª           |               |    |   |   |   |   |   |     |   |
| Deportivo Maldonado · Uruguay                                                          | 1.ª           | 2020-21       | 28 | 1 | 0 | 0 | - | - | 28  | 1 |
| Deportivo Maldonado · Uruguay                                                          | Total         | Total         | 28 | 1 | 0 | 0 | - | - | 28  | 1 |
| Estudiantes Argentina                                                                  | 1.ª           |               |    |   |   |   |   |   |     |   |
| Estudiantes Argentina                                                                  | 1.ª           | 2022          | 4  | 0 | 6 | 0 | 1 | 0 | 11  | 0 |
| Estudiantes Argentina                                                                  | Total         | Total         | 4  | 0 | 6 | 0 | 1 | 0 | 11  | 0 |
| Total carrera                                                                          | Total carrera | Total carrera | 98 | 4 | 9 | 1 | 3 | 0 | 110 | 5 |
| (1)Incluye Copa Argentina y Copa de la Liga Profesional. (2)Incluye Copa Libertadores. |               |               |    |   |   |   |   |   |     |   |